# Євреї в Ізраїлі
Ізраїльські євреї (івр. יהדות ישראל) — громадяни або постійні жителі Ізраїлю сповідують юдаїзм або мають єврейську етнічну приналежність.
Ізраїльські євреї живуть в основному в Ізраїлі, а також багатьох інших країнах в діаспорі. Вони в основному говорять на івриті і сповідують юдаїзм в різних формах і проявах.
Єврейська громада в Ізраїлі складається з усіх єврейських етнічних груп, в тому числі з ашкеназі, сефарди, мізрахі, ефіопські євреї, а також звернених в юдаїзм. В ізраїльській єврейській громаді складаються прихильники широкого спектра єврейських культурних традицій і релігійних обрядів — від харедім до атеїстів.

## Населення
За даними Центрального статистичного бюро Ізраїлю, в 2009 році з 7 млн жителів Ізраїлю 75,4 % були євреями. З них 68 % становлять сабри (уродженці Ізраїлю, в основному ізраїльтяни в другому або третьому поколінні), а також інші репатріанти (єврейські іммігранти в Ізраїль): 22 % з Європи і Америки і 10 % з Азії та Африки, яка включає і мусульманські країни: Іран, Туреччину, держави Центральної Азії. Більше двохсот тисяч є нащадками євреїв з Ефіопії та Індії. В останні десятиліття значне число євреїв покинуло Ізраїль. Причини міграції різняться, але як правило, поєднують економічні та політичні проблеми.

### Єврейське населення Ізраїлю за місцем проживання
Більшість єврейського населення в Ізраїлі проживає в центральній частині.
| №  | Місто         | Народонаселення (2008) | % Євреї (2007) | Район                       |
| -- | ------------- | ---------------------- | -------------- | --------------------------- |
| 1  | Єрусалим      | 760,800                | 63.7           | Єрусалимський округ         |
| 2  | Тель-Авів-Яфо | 392,700                | 91.4           | Тель-Авівський округ        |
| 3  | Хайфа         | 265,300                | 81.2           | Хайфський округ             |
| 4  | Рішон-ле-Ціон | 226,300                | 93.8           | Центральний округ (Ізраїль) |
| 5  | Ашдод         | 209,600                | 91.0           | Південний округ (Ізраїль)   |
| 6  | Петах-Тіква   | 194,100                | 92.2           | Центральний округ (Ізраїль) |
| 7  | Нетанья       | 179,200                | 93.5           | Центральний округ (Ізраїль) |
| 8  | Беер-Шева     | 187,500                | 88.0           | Південний округ (Ізраїль)   |
| 9  | Холон         | 170,900                | 92.7           | Тель-Авівський округ        |
| 10 | Бней-Брак     | 153,200                | 98.5           | Тель-Авівський округ        |
| 11 | Рамат-Ган     | 134,400                | 95.1           | Тель-Авівський округ        |
| 12 | Бат-Ям        | 129,300                | 85.1           | Тель-Авівський округ        |
| 13 | Реховот       | 108,400                | 94.9           | Центральний округ (Ізраїль) |
| 14 | Ашкелон       | 110,600                | 88.4           | Південний округ (Ізраїль)   |
| 15 | Герцлія       | 84,500                 | 96.3           | Тель-Авівський округ        |

## Переписи населення зXVIIIст.—XXIст.
- 1800: 6,700 тис.
- 1880: 24,000 тис.
- 1915: 87,500 тис.
- 1931: 174,000 тис.
- 1936: 400,000 тис.
- 1947: 630,000 тис.
- 1949: 1,013,900
- 1953: 1,483,600
- 1957: 1,762,700
- 1962: 2,068,900
- 1967: 2,383,600
- 1973: 2,845,000
- 1983: 3,412,500
- 1990: 3,946,700
- 1995: 4,522,300
- 2000: 4,955,400
- 2006: 5,137,800
- 2009: 5,634,300